# Archie Ryan
Archie Ryan (født 16. november 2001 i Sydney) er en cykelrytter fra Irland, der er på kontrakt hos EF Education-EasyPost.